# Asieso
Asieso ist ein spanischer Ort in den Pyrenäen in der Provinz Huesca der Autonomen Gemeinschaft Aragonien. Asieso ist ein Ortsteil der Gemeinde Jaca. Das Dorf mit 23 Einwohnern im Jahr 2015 liegt auf 853 Meter Höhe.

## Geschichte
Der Ort wurde im Jahr 1034 erstmals urkundlich erwähnt.

## Sehenswürdigkeiten
- Romanische Pfarrkirche San Andrés aus dem 12. Jahrhundert